# Matterhorn (Amsterdam)
De Matterhorn is een straat in de wijk De Aker in Amsterdam Nieuw-West. De straat ligt aan het einde van de Akersingel en is vernoemd naar de Matterhorn, een berg in de Walliser Alpen.
Sinds 2001 heeft tramlijn 1 zijn eindpunt aan de Matterhorn in De Aker. In maart 2007 had de vrachttram tijdens de proefperiode hier zijn overlaad- en vertrekpunt.